# Yamaha MT-09

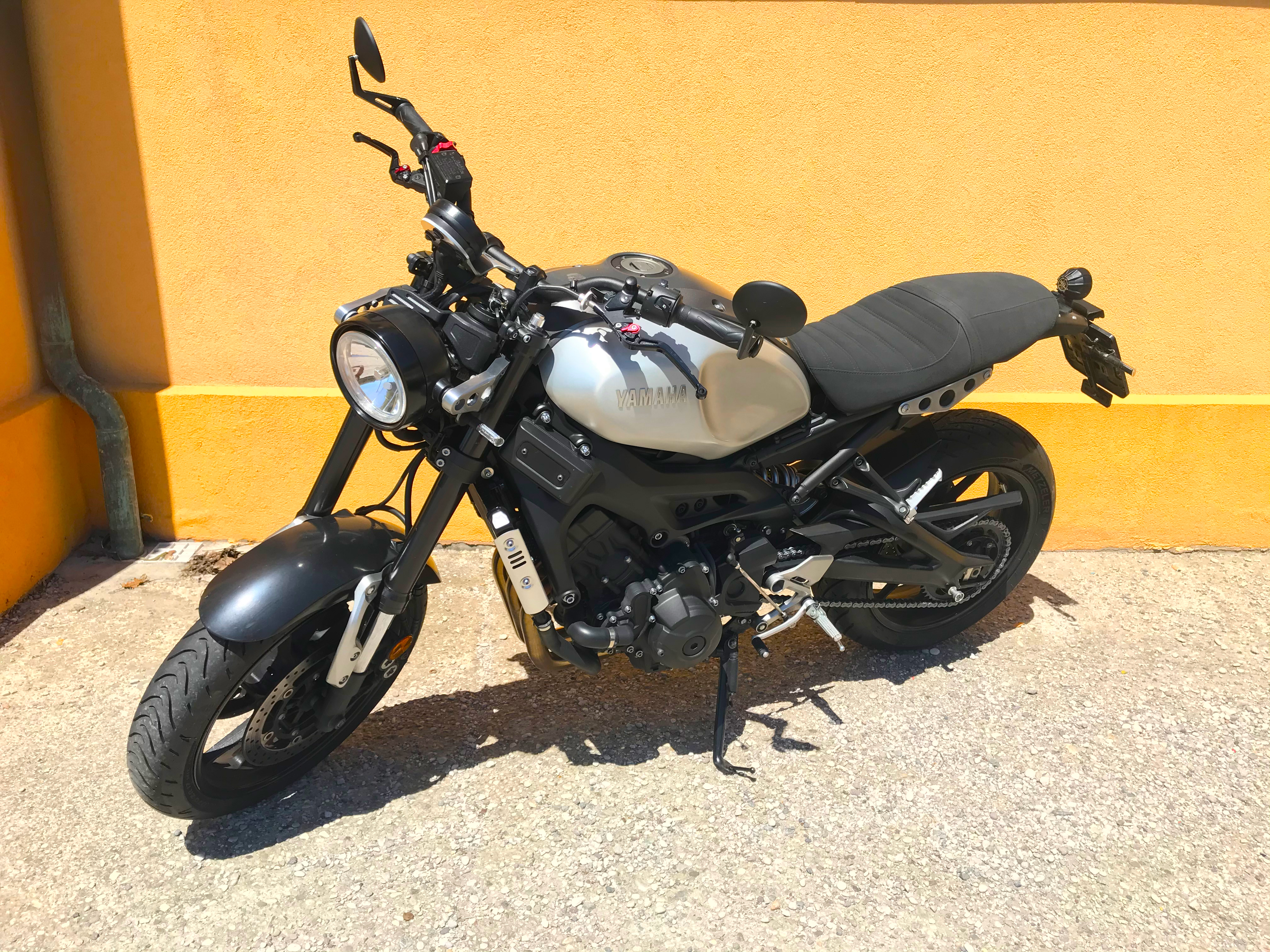
Retrovariante XSR 900, seit 2015, hier Modell 2018

Die Yamaha MT-09 ist ein Motorrad des japanischen Fahrzeugherstellers Yamaha. Nachdem auf der Motorradmesse Intermot 2012 ein Dreizylinder-Motorenkonzept präsentiert wurde, stellte Yamaha im Juni 2013, erstmals seit der XS 750 in den 1970er Jahren, wieder ein Motorrad mit Dreizylindermotor vor. In einigen Ländern wird sie auch als FZ-09 bzw. FZ-9 angeboten.
Auf der Mailänder Motorradmesse EICMA 2013 kam mit der MT-09 Street Rally eine Modellvariante im Stil der Supermotos dazu, die sich vom Basismodell durch einen breiteren Lenker, eine höhere und schmalere Sitzbank und zusätzliche Verkleidungsteile abhebt. Eine weitere Modellvariante kam im August 2014 mit der MT-09 Sport Tracker heraus.
Zum Modelljahr 2015 wurde die Variante MT-09 Tracer vorgestellt, die sich deutlich vom Basismodell unterscheidet und für längere Tourenfahrten mit Beifahrer und Gepäck tauglich ist. Die Modellbezeichnung änderte sich über Tracer 900 schließlich 2021 zu Tracer 9.
Mitte des Jahres 2015 wurde von Yamaha die Neo-Retro-Variante XSR 900 vorgestellt, die durch überwiegend optische Veränderungen an ein klassisches Erscheinungsbild erinnert und auch als eigenständiges Modell angeboten wird.

## Bauweise

### Antrieb
Der neu entwickelte Dreizylindermotor hat einen Hubzapfenversatz von 120°.
Aus Gründen der Fertigungsgenauigkeit sind die Kolben über bruchgetrennte Pleuel mit der Kurbelwelle verbunden und laufen in beschichteten Zylindern ohne Laufbuchsen. Die Yamaha MT-09 ist die erste Mehrzylinder-Serienmaschine von Yamaha bei der alle Zylinder zur Kurbelwellenmitte leicht versetzt sind, was zu weniger Reibungsverlusten führen soll. Die Einspritzanlage arbeitet mit 12-Loch-Einspritzdüsen direkt am Zylinderkopf des Vierventilers.
Angepasste Auspuffkrümmer sowie unterschiedlich lange Zuführungen zum Ansaugtrakt unterstützen die Leistungsabgabe. Gleichzeitig wird durch Krümmerführung und 3-in-1-Auspuffanlage das Motorengeräusch optimiert.
Mittels einer einstellbaren Ansteuerung der Motorelektronik kann der Fahrer zwischen den Modi STD (Standard), A (Sport) und B (Regen) wechseln und damit für ein verändertes Ansprechverhalten des Motors sorgen. Im B-Modus spricht der Motor sanfter an und verliert 10 PS Höchstleistung.

### Fahrwerk
Durch Verwendung eines unter der Sitzbank liegenden Zentralfederbeines, einer Upside-Down-Gabel, des unter dem Motor verbauten Endschalldämpfers und leichter Aluminiumräder wird eine Zentralisierung der Massen herbeigeführt. Dieses ursprünglich von Buell entwickelte Konzept führt zu einem verbesserten Handling. Die Federelemente sind in der Zugstufe verstellbar. Die Wahl des Fahrmodus wirkt sich nicht auf die Fahrwerkseinstellung aus (kein elektronisch einstellbares Fahrwerk).

### Sonstiges
Die Sitzposition ist aufrecht und leicht vorderradorientiert. Das Multifunktionsdisplay ist digital als Flüssigkristallanzeige ausgeführt und umfasst neben Drehzahlanzeige und Geschwindigkeitsanzeige auch Uhrzeit und eine Ganganzeige. Der Kraftstofftank fasst 14 Liter, der Hersteller empfiehlt die Verwendung von Superbenzin E10. Die Street-Rally-Version verfügt über eine kleine Lenkerverkleidung, Handprotektoren, Lufthutzen am Kühler und eine höhere Sitzbank. Die Variante Sport-Tracker verfügt über spezielle Anbauteile, wie geänderte Fußrasten, Startnummernschilder, kurze Radabdeckungen und weitere Extras.
Die XSR wurde mit einem anderen Tank, verändertem Auspuff-Endtopf, Rundscheinwerfer und einem geänderten Heck auf ein sog. Retro-Erscheinungsbild ausgelegt. Diese Variante kann mittels einer großen Zubehörauswahl vom Besitzer weiter individuell verändert werden.
Ab 2016 wurde die Elektronik serienmäßig um eine zweistufige Traktionskontrolle ergänzt. Zusätzlich wurden die Fahrmodi überarbeitet und anders abgestimmt.

### Modellreihe RN43 (ab 2017)

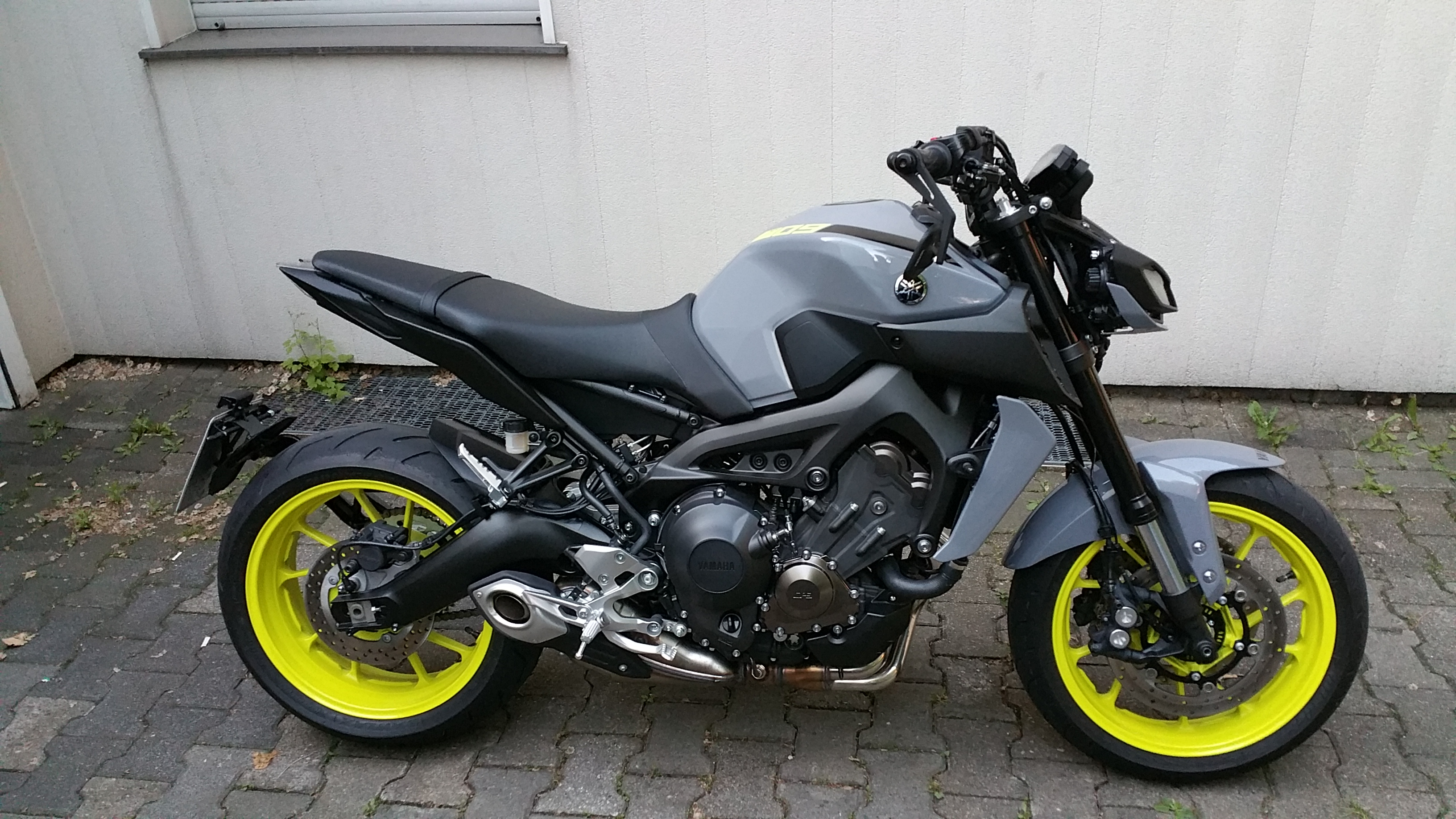
MT-09 RN43 2017 „night fluo“

Es wurden umfangreiche Änderungen in Design und Technik vorgenommen. Ausgenommen der Motor, dieser ist in weiten Teilen unverändert. Es wurde eine neue Abgasanlage konstruiert um die Vorgaben der EURO-4-Abgasnormen zu erfüllen. Die Motormappings zu den Fahrmodi (1/Std./2) sind angepasst worden und entsprechen in etwa dem letzten Update der RN29 in welchem die Gasannahme weicher und homogener gestaltet wurde. Es wurde das zuvor teilweise als zu weich empfundene Federbein durch ein strafferes ersetzt und die Federgabel ist in Vorspannung sowie in Zug- und Druckstufe verstellbar. Die Frontmaske ist aggressiver gestaltet und tiefer angebracht, wodurch der Tacho gleichzeitig etwas nach vorn wandert und somit besser abgelesen werden kann. Abblend-, Fern- und Standlicht sind in LED-Technik ausgeführt. Die vorderen Blinker sind nicht mehr Teil der Frontmaske und befinden sich nun seitlich an den neu gestalteten Kühlerblenden. Das Heck wurde dem neuen Design entsprechend angepasst und das Rücklicht integriert. Zudem wurde der Kennzeichenhalter an der Schwinge montiert. Weitere kleinere Änderungen gibt es an der Kunststoffabdeckung der Kupplungsglocke, wie auch dem Fersenschoner der rechten Fußrastenanlage. Der Quickshifter (nur hoch) ist nun ab Werk serienmäßig.
Zum Modelljahr 2018 ist das Grau Farbwahl „Night Fluo“ nun seidenmatt und dunkler.
Seit 2018 gibt es die MT-09 auch in der SP-Variante mit nochmals verbessertem Fahrwerk und einer Sonderlackierung in Yamaha typischem blau/silber.

### Modellreihe RN69 (ab 2021)

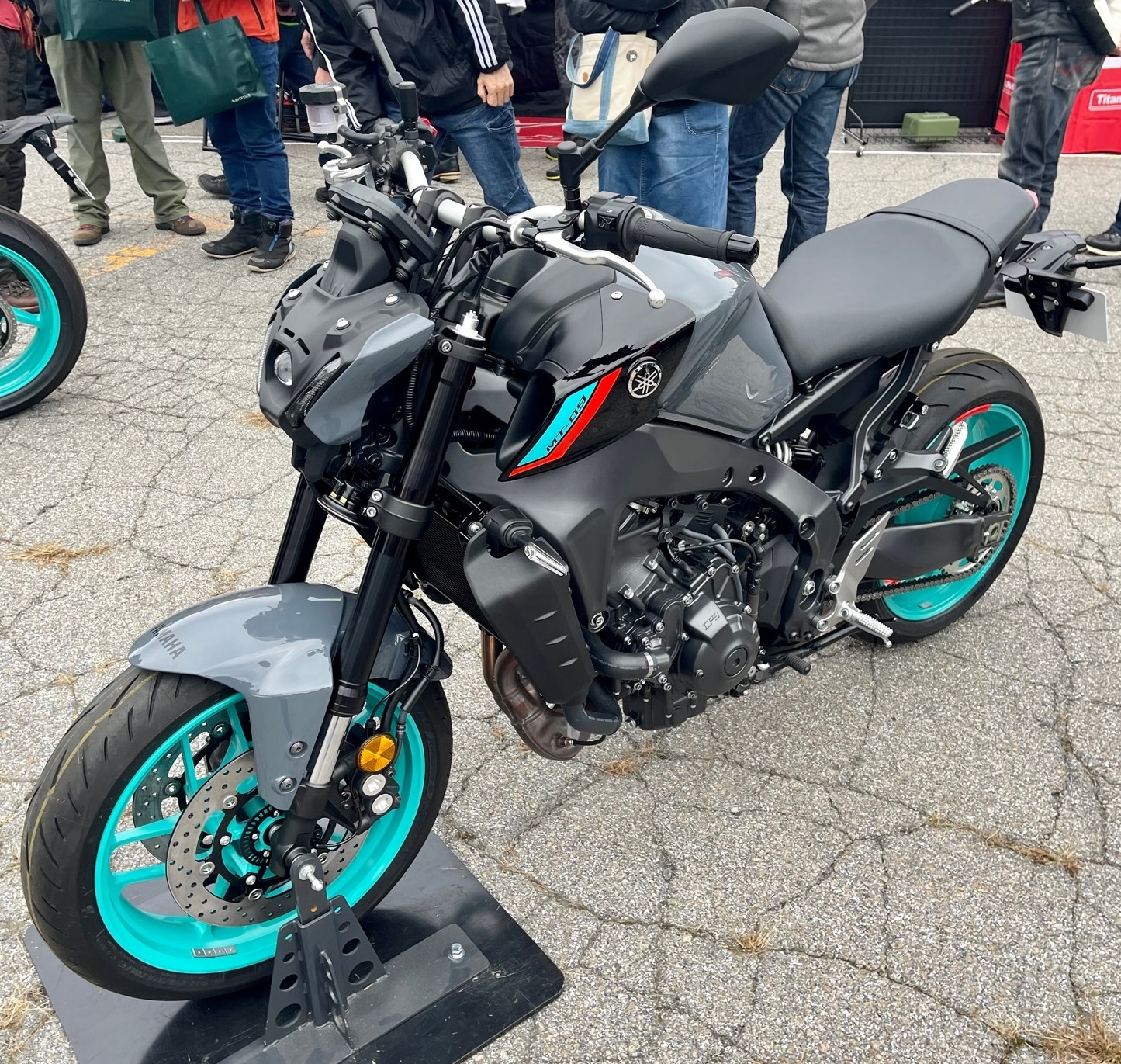
MT-09 RN69

Die größten Veränderungen waren die Lichtmaske und der Motor. In Verbindung mit der Hubraumvergrößerung auf 889 cm³, einer neuen Einspritzanlage, die den Kraftstoff direkt in die Zylinderköpfe einspritzt und einer neuen Underfloor-Abgasanlage erreichte man die EURO-5 Abgasnormen. Für Tiroler ist das Standgeräusch leider mit 96db ein Dezibel zu hoch, um damit zwischen Juni und Oktober über das Hahntennjoch zu fahren. Die Drosselklappen werden elektronisch per Ride-by-Wire wie bei der Supersportmaschine R1 gesteuert. Die Sensorik arbeitet mit einer sechs-achsigen IMU. Durch den neuen Ride-by-Wire-Gasgriff wurde gleichzeitig der Quickshifter aufgewertet, mit dem nun hochschalten und runterschalten möglich ist. Das Chassis wurde verwindungssteifer und etwa 2 kg leichter. Die Voll-LED-Lichtmaske mit ihrem Zyklopen-ähnelnden Aussehen polarisiert stark. Der Kennzeichenhalter ist wieder zurück am Heck angebracht. Yamaha stattet die MT-09 mit einem Farb-TFT-Display und LED-Blinkern aus.

### Modellreihe RN87 (ab 2024)
Für das Modelljahr 2024 präsentierte Yamaha mit der Modellreihe RN87 die 4. Generation der MT-09, welche zahlreiche technische und optische Verbesserungen erhielt. Eine der auffälligsten Änderungen ist das überarbeitete Design mit einer neuen Lichtmaske und einer veränderten Frontpartie. Der 889 cm³ große Dreizylinder-Motor erfüllt weiterhin die EURO-5-Abgasnorm, wurde jedoch in seiner Abstimmung optimiert, um ein noch direkteres Ansprechverhalten zu gewährleisten.
Ein zentrales technisches Update betrifft die Ergonomie: Der Lenker ist nun niedriger und näher am Fahrer positioniert, während die Fußrasten weiter hinten angebracht wurden, was eine sportlichere Sitzhaltung ermöglicht. Die elektronische Steuerung wurde durch eine verbesserte Sechs-Achsen-IMU erweitert, die schräglagenabhängige Assistenzsysteme wie Traktionskontrolle (TCS), Slide Control (SCS) und Lift Control (LIF) noch präziser regelt.
Ein überarbeiteter Quickshifter ermöglicht jetzt ein noch weicheres Hoch- und Herunterschalten. Die Fahrmodi wurden neu abgestimmt und lassen sich über ein 5-Zoll-TFT-Farbdisplay steuern, das eine verbesserte Menüführung bietet. Die LED-Beleuchtung wurde ebenfalls überarbeitet, und die Frontscheinwerfer sorgen für eine höhere Lichtausbeute.
Das Fahrwerk wurde weiter optimiert, die voll einstellbare KYB-Gabel sowie das zentrale Federbein wurden überarbeitet, um eine noch bessere Fahrstabilität zu gewährleisten. Das CF-Aluminium-Druckguss-Chassis ist nun verwindungssteifer, was das Handling präziser macht. Auch zu dieser Generation wurde eine SP-Variante mit verbessertem Fahrwerk veröffentlicht.

## Modellentwicklung
|                      | Werkscode                                                          | Werkscode                                                                           | Werkscode                                                                                  | Werkscode                                                                           | Werkscode                                                                                  |
| RN29                 | RN43                                                               | RN43/SP                                                                             | RN69                                                                                       | RN69D                                                                               |                                                                                            |
| -------------------- | ------------------------------------------------------------------ | ----------------------------------------------------------------------------------- | ------------------------------------------------------------------------------------------ | ----------------------------------------------------------------------------------- | ------------------------------------------------------------------------------------------ |
| Verkaufsbezeichnung  | MT-09                                                              | MT-09                                                                               | MT-09 SP                                                                                   | MT-09                                                                               | MT-09 SP                                                                                   |
| Bauzeit              | 2013–2016                                                          | 2017–2020                                                                           | 2018–2020                                                                                  | ab 2021                                                                             | ab 2021                                                                                    |
| Motorbezeichnung     | CP-3                                                               |                                                                                     |                                                                                            | CP-3                                                                                | CP-3                                                                                       |
| Nennleistung         | 115 PS (84,6 kW)                                                   | 115 PS (84,6 kW)                                                                    | 115 PS (84,6 kW)                                                                           | 119 PS (87,5 kW)                                                                    | 119 PS (87,5 kW)                                                                           |
| max. Drehmoment      | 87,5 Nm                                                            | 87,5 Nm                                                                             | 87,5 Nm                                                                                    | 93 Nm                                                                               | 93 Nm                                                                                      |
| Radaufhängung vorn   | Upside-Down-Teleskopgabel                                          | Upside-Down-Teleskopgabel, 137 mm Federweg                                          | Upside-Down-Teleskopgabel (Kayaba), 137 mm Federweg                                        | Upside-Down-Teleskopgabel, 130 mm Federweg                                          | Upside-Down-Teleskopgabel (Kayaba), 130 mm Federweg                                        |
| Radaufhängung hinten | Zweiarmschwinge mit Zentralfederbein (über Umlenkhebel) abgestützt | Zweiarmschwinge mit Zentralfederbein (über Umlenkhebel) abgestützt, 130 mm Federweg | Zweiarmschwinge mit Öhlins-Zentralfederbein (über Umlenkhebel) abgestützt, 142 mm Federweg | Zweiarmschwinge mit Zentralfederbein (über Umlenkhebel) abgestützt, 122 mm Federweg | Zweiarmschwinge mit Öhlins-Zentralfederbein (über Umlenkhebel) abgestützt, 122 mm Federweg |
| Assistenzsysteme     | ABS (optional)                                                     | ABS, Traktionskontrolle                                                             | ABS, Traktionskontrolle                                                                    | ABS, Kurven-ABS, Traktionskontrolle, Wheelie-Kontrolle                              | ABS, Kurven-ABS, Traktionskontrolle, Wheelie-Kontrolle, Tempomat                           |
| Quickshift/Blipper   | nein/nein                                                          | ja/nein                                                                             | ja/nein                                                                                    | ja/ja                                                                               | ja/ja                                                                                      |
| Gasgriff             | elektromechanisch                                                  | elektromechanisch                                                                   | elektromechanisch                                                                          | elektronisch                                                                        | elektronisch                                                                               |

## Marktpositionierung
Das Naked Bike positioniert sich in der Motorradklasse zwischen 600 und 900 cm³ und kann als japanischer Gegenentwurf zur Triumph Street Triple und der MV Agusta Brutale 800 gesehen werden. Innerhalb der Yamaha-Palette kann sie als Nachfolgerin der vierzylindrigen FZ-8 angesehen werden.
Die XSR hingegen zielt auf den Markt der sog. Cafe Racer, also individuell durch den Besitzer angepasste Straßenmotorräder für kurze und mittlere Strecken.

## Trivia
In der Hollywoodproduktion John Wick: Kapitel 3 aus dem Jahr 2019 wird John Wick, dargestellt von Keanu Reeves, von sechs Motorrad-Ninjas verfolgt und bekämpft. John Wick und seine Gegner fahren auf dieser sehr gewalttätigen und langen Szene jeweils auf einer modifizierten Yamaha MT-09 über die Verrazzano-Narrows Bridge in New York City.